# Pallavolo ai Giochi della XXXII Olimpiade - Qualificazioni al torneo femminile (FIVB)
Le qualificazioni mondiali di pallavolo femminile ai Giochi della XXXII Olimpiade si sono svolte dal 1º al 4 agosto 2019: al torneo hanno partecipato ventiquattro squadre nazionali e sei si sono qualificate per i Giochi della XXXII Olimpiade.

## Regolamento

### Formula
Le squadre, divise in sei gironi, hanno disputato un'unica fase con formula del girone all'italiana: la prima classificata di ogni girone si è qualificata per i Giochi della XXXII Olimpiade.

### Criteri di classifica
Se il risultato finale è stato di 3-0 o 3-1 sono stati assegnati 3 punti alla squadra vincente e 0 a quella sconfitta, se il risultato finale è stato di 3-2 sono stati assegnati 2 punti alla squadra vincente e 1 a quella sconfitta.
L'ordine del posizionamento in classifica è stato definito in base a:
- Numero di partite vinte;
- Punti;
- Ratio dei set vinti/persi;
- Ratio dei punti realizzati/subiti;
- Risultati degli scontri diretti.

## Squadre partecipanti
| Squadra         | Qualificazione              |
| --------------- | --------------------------- |
| Argentina       | 11ª nel FIVB World Rankings |
| Azerbaigian     | 22ª nel FIVB World Rankings |
| Belgio          | 19ª nel FIVB World Rankings |
| Brasile         | 4ª nel FIVB World Rankings  |
| Bulgaria        | 16ª nel FIVB World Rankings |
| Camerun         | 17ª nel FIVB World Rankings |
| Canada          | 18ª nel FIVB World Rankings |
| Cina            | 2ª nel FIVB World Rankings  |
| Corea del Sud   | 9ª nel FIVB World Rankings  |
| Germania        | 15ª nel FIVB World Rankings |
| Italia          | 8ª nel FIVB World Rankings  |
| Kazakistan      | 23ª nel FIVB World Rankings |
| Kenya           | 20ª nel FIVB World Rankings |
| Messico         | 21ª nel FIVB World Rankings |
| Paesi Bassi     | 7ª nel FIVB World Rankings  |
| Polonia         | 26ª nel FIVB World Rankings |
| Porto Rico      | 13ª nel FIVB World Rankings |
| Rep. Ceca       | 24ª nel FIVB World Rankings |
| Rep. Dominicana | 10ª nel FIVB World Rankings |
| Russia          | 5ª nel FIVB World Rankings  |
| Serbia          | 1ª nel FIVB World Rankings  |
| Stati Uniti     | 3ª nel FIVB World Rankings  |
| Thailandia      | 14ª nel FIVB World Rankings |
| Turchia         | 12ª nel FIVB World Rankings |

## Torneo
| Girone A   | Girone B  | Girone C    | Girone D        | Girone E      |
| ---------- | --------- | ----------- | --------------- | ------------- |
| Polonia    | Cina      | Argentina   | Azerbaigian     | Canada        |
| Porto Rico | Germania  | Bulgaria    | Brasile         | Corea del Sud |
| Serbia     | Rep. Ceca | Kazakistan  | Camerun         | Messico       |
| Thailandia | Turchia   | Stati Uniti | Rep. Dominicana | Russia        |

| Girone F    |
| ----------- |
| Belgio      |
| Italia      |
| Kenya       |
| Paesi Bassi |

### Girone A

#### Risultati
| 2 agosto 2019 Sala del Centenario, Breslavia Durata: 1h:19 - Spettatori: 482   | Serbia     | 3 - 0 | Thailandia | 25-15, 25-22, 25-18               |
| 2 agosto 2019 Sala del Centenario, Breslavia Durata: 1h:31 - Spettatori: 1 800 | Polonia    | 3 - 0 | Porto Rico | 25-18, 30-28, 25-15               |
| 3 agosto 2019 Sala del Centenario, Breslavia Durata: 1h:19 - Spettatori: 591   | Serbia     | 3 - 0 | Porto Rico | 25-14, 25-20, 25-16               |
| 3 agosto 2019 Sala del Centenario, Breslavia Durata: 2h:23 - Spettatori: 2 143 | Thailandia | 2 - 3 | Polonia    | 23-25, 25-22, 28-26, 23-25, 11-15 |
| 4 agosto 2019 Sala del Centenario, Breslavia Durata: 1h:52 - Spettatori: 458   | Porto Rico | 1 - 3 | Thailandia | 25-21, 20-25, 20-25, 18-25        |
| 4 agosto 2019 Sala del Centenario, Breslavia Durata: 1h:55 - Spettatori: 2 600 | Serbia     | 3 - 1 | Polonia    | 21-25, 25-23, 25-16, 25-23        |

#### Classifica
| Pos | Squadra    | Pt | G | V | P | SV | SP | Ratio | PF  | PS  | Ratio |
| --- | ---------- | -- | - | - | - | -- | -- | ----- | --- | --- | ----- |
| 1.  | Serbia     | 9  | 3 | 3 | 0 | 9  | 1  | 9,000 | 246 | 192 | 1,281 |
| 2.  | Polonia    | 5  | 3 | 2 | 1 | 7  | 5  | 1,400 | 280 | 267 | 1,048 |
| 3.  | Thailandia | 4  | 3 | 1 | 2 | 5  | 7  | 0,714 | 261 | 271 | 0,963 |
| 4.  | Porto Rico | 0  | 3 | 0 | 3 | 1  | 9  | 0,111 | 194 | 251 | 0,772 |

### Girone B

#### Risultati
| 2 agosto 2019 Beilun Gymnasium, Ningbo Durata: 1h:18 - Spettatori: 6 100 | Cina      | 3 - 0 | Rep. Ceca | 25-18, 25-23, 25-19        |
| 2 agosto 2019 Beilun Gymnasium, Ningbo Durata: 1h:50 - Spettatori: 3 980 | Turchia   | 3 - 1 | Germania  | 27-25, 25-20, 17-25, 25-20 |
| 3 agosto 2019 Beilun Gymnasium, Ningbo Durata: 1h:50 - Spettatori: 2 840 | Turchia   | 3 - 1 | Rep. Ceca | 25-15, 25-22, 21-25, 25-17 |
| 3 agosto 2019 Beilun Gymnasium, Ningbo Durata: 1h:54 - Spettatori: 7 530 | Cina      | 3 - 1 | Germania  | 25-22, 25-22, 21-25, 25-15 |
| 4 agosto 2019 Beilun Gymnasium, Ningbo Durata: 1h:24 - Spettatori: 2 690 | Rep. Ceca | 0 - 3 | Germania  | 18-25, 22-25, 16-25        |
| 4 agosto 2019 Beilun Gymnasium, Ningbo Durata: 1h:15 - Spettatori: 7 810 | Cina      | 3 - 0 | Turchia   | 25-18, 25-12, 25-18        |

#### Classifica
| Pos | Squadra   | Pt | G | V | P | SV | SP | Ratio | PF  | PS  | Ratio |
| --- | --------- | -- | - | - | - | -- | -- | ----- | --- | --- | ----- |
| 1.  | Cina      | 9  | 3 | 3 | 0 | 9  | 1  | 9,000 | 246 | 192 | 1,281 |
| 2.  | Turchia   | 6  | 3 | 2 | 1 | 6  | 5  | 1,200 | 238 | 244 | 0,975 |
| 3.  | Germania  | 3  | 3 | 1 | 2 | 5  | 6  | 0,833 | 249 | 246 | 1,012 |
| 4.  | Rep. Ceca | 0  | 3 | 0 | 3 | 1  | 9  | 0,111 | 195 | 246 | 0,792 |

### Girone C

#### Risultati
| 2 agosto 2019 CenturyLink Center, Bossier City Durata: 1h:47 - Spettatori: 1 200 | Argentina   | 1 - 3 | Bulgaria   | 26-24, 9-25, 18-25, 20-25         |
| 2 agosto 2019 CenturyLink Center, Bossier City Durata: 1h:05 - Spettatori: 2 300 | Stati Uniti | 3 - 0 | Kazakistan | 25-17, 25-10, 25-10               |
| 3 agosto 2019 CenturyLink Center, Bossier City Durata: 2h:13 - Spettatori: 4 000 | Stati Uniti | 3 - 2 | Bulgaria   | 21-25, 25-18, 21-25, 25-20, 15-10 |
| 3 agosto 2019 CenturyLink Center, Bossier City Durata: 1h:45 - Spettatori: 750   | Kazakistan  | 1 - 3 | Argentina  | 25-22, 8-25, 20-25, 16-25         |
| 4 agosto 2019 CenturyLink Center, Bossier City Durata: 1h:16 - Spettatori: 4 200 | Stati Uniti | 3 - 0 | Argentina  | 25-22, 25-17, 25-13               |
| 4 agosto 2019 CenturyLink Center, Bossier City Durata: 1h:14 - Spettatori: 650   | Kazakistan  | 0 - 3 | Bulgaria   | 14-25, 16-25, 16-25               |

#### Classifica
| Pos | Squadra     | Pt | G | V | P | SV | SP | Ratio | PF  | PS  | Ratio |
| --- | ----------- | -- | - | - | - | -- | -- | ----- | --- | --- | ----- |
| 1.  | Stati Uniti | 8  | 3 | 3 | 0 | 9  | 2  | 4,500 | 257 | 187 | 1,374 |
| 2.  | Bulgaria    | 7  | 3 | 2 | 1 | 8  | 4  | 2,000 | 272 | 226 | 1,203 |
| 3.  | Argentina   | 3  | 3 | 1 | 2 | 4  | 7  | 0,571 | 222 | 243 | 0,913 |
| 4.  | Kazakistan  | 0  | 3 | 0 | 3 | 1  | 9  | 0,111 | 152 | 247 | 0,615 |

### Girone D

#### Risultati
| 1º agosto 2019 Stadio Mineirinho, Belo Horizonte Durata: 1h:10 - Spettatori: 5 000 | Brasile         | 3 - 0 | Camerun         | 25-14, 25-13, 25-16               |
| 1º agosto 2019 Stadio Mineirinho, Belo Horizonte Durata: 1h:18 - Spettatori: 600   | Rep. Dominicana | 3 - 0 | Azerbaigian     | 25-15, 25-22, 25-18               |
| 2 agosto 2019 Stadio Mineirinho, Belo Horizonte Durata: 2h:08 - Spettatori: 6 000  | Brasile         | 3 - 2 | Azerbaigian     | 25-13, 23-25, 21-25, 25-19, 15-12 |
| 2 agosto 2019 Stadio Mineirinho, Belo Horizonte Durata: 1h:16 - Spettatori: 300    | Camerun         | 0 - 3 | Rep. Dominicana | 20-25, 19-25, 14-25               |
| 3 agosto 2019 Stadio Mineirinho, Belo Horizonte Durata: 2h:16 - Spettatori: 5 200  | Brasile         | 3 - 2 | Rep. Dominicana | 25-22, 25-19, 23-25, 18-25, 15-10 |
| 3 agosto 2019 Stadio Mineirinho, Belo Horizonte Durata: 1h:06 - Spettatori: 300    | Azerbaigian     | 3 - 0 | Camerun         | 25-17, 25-14, 25-20               |

#### Classifica
| Pos | Squadra         | Pt | G | V | P | SV | SP | Ratio | PF  | PS  | Ratio |
| --- | --------------- | -- | - | - | - | -- | -- | ----- | --- | --- | ----- |
| 1.  | Brasile         | 7  | 3 | 3 | 0 | 9  | 4  | 2,250 | 290 | 238 | 1,218 |
| 2.  | Rep. Dominicana | 7  | 3 | 2 | 1 | 8  | 3  | 2,666 | 251 | 214 | 1,172 |
| 3.  | Azerbaigian     | 4  | 3 | 1 | 2 | 5  | 6  | 0,833 | 224 | 235 | 0,953 |
| 4.  | Camerun         | 0  | 3 | 0 | 3 | 0  | 9  | 0,000 | 147 | 225 | 0,653 |

### Girone E

#### Risultati
| 2 agosto 2019 Dvorec Sporta Jantarnyj, Kaliningrad Durata: 1h:56 - Spettatori: 2 000 | Corea del Sud | 3 - 1 | Canada        | 21-25, 25-20, 25-19, 25-22        |
| 2 agosto 2019 Dvorec Sporta Jantarnyj, Kaliningrad Durata: 1h:16 - Spettatori: 5 018 | Russia        | 3 - 0 | Messico       | 25-13, 25-8, 26-24                |
| 3 agosto 2019 Dvorec Sporta Jantarnyj, Kaliningrad Durata: 1h:25 - Spettatori: 2 015 | Corea del Sud | 3 - 0 | Messico       | 25-21, 25-15, 26-24               |
| 3 agosto 2019 Dvorec Sporta Jantarnyj, Kaliningrad Durata: 1h:31 - Spettatori: 6 651 | Russia        | 3 - 0 | Canada        | 25-13, 25-21, 25-22               |
| 4 agosto 2019 Dvorec Sporta Jantarnyj, Kaliningrad Durata: 1h:24 - Spettatori: 2 566 | Messico       | 0 - 3 | Canada        | 22-25, 15-25, 17-25               |
| 4 agosto 2019 Dvorec Sporta Jantarnyj, Kaliningrad Durata: 2h:13 - Spettatori: 6 800 | Russia        | 3 - 2 | Corea del Sud | 21-25, 20-25, 25-22, 25-16, 15-11 |

#### Classifica
| Pos | Squadra       | Pt | G | V | P | SV | SP | Ratio | PF  | PS  | Ratio |
| --- | ------------- | -- | - | - | - | -- | -- | ----- | --- | --- | ----- |
| 1.  | Russia        | 8  | 3 | 3 | 0 | 9  | 2  | 4,500 | 257 | 200 | 1,285 |
| 2.  | Corea del Sud | 7  | 3 | 2 | 1 | 8  | 4  | 2,000 | 271 | 252 | 1,075 |
| 3.  | Canada        | 3  | 3 | 1 | 2 | 4  | 6  | 0,666 | 217 | 225 | 0,964 |
| 4.  | Messico       | 0  | 3 | 0 | 3 | 0  | 9  | 0,000 | 159 | 227 | 0,700 |

### Girone F

#### Risultati
| 2 agosto 2019 PalaCatania, Catania Durata: 1h:19 - Spettatori: 2 400 | Belgio      | 0 - 3 | Paesi Bassi | 20-25, 15-25, 22-25 |
| 2 agosto 2019 PalaCatania, Catania Durata: 1h:02 - Spettatori: 3 200 | Italia      | 3 - 0 | Kenya       | 25-17, 25-10, 25-14 |
| 3 agosto 2019 PalaCatania, Catania Durata: 1h:06 - Spettatori: 2 800 | Paesi Bassi | 3 - 0 | Kenya       | 25-17, 25-10, 25-10 |
| 3 agosto 2019 PalaCatania, Catania Durata: 1h:10 - Spettatori: 3 650 | Belgio      | 0 - 3 | Italia      | 17-25, 16-25, 16-25 |
| 4 agosto 2019 PalaCatania, Catania Durata: 1h:02 - Spettatori: 3 200 | Kenya       | 0 - 3 | Belgio      | 15-25, 14-25, 7-25  |
| 4 agosto 2019 PalaCatania, Catania Durata: 1h:29 - Spettatori: 4 500 | Paesi Bassi | 0 - 3 | Italia      | 23-25, 17-25, 22-25 |

#### Classifica
| Pos | Squadra     | Pt | G | V | P | SV | SP | Ratio | PF  | PS  | Ratio |
| --- | ----------- | -- | - | - | - | -- | -- | ----- | --- | --- | ----- |
| 1.  | Italia      | 9  | 3 | 3 | 0 | 9  | 0  | MAX   | 225 | 152 | 1,480 |
| 2.  | Paesi Bassi | 6  | 3 | 2 | 1 | 6  | 3  | 2,000 | 212 | 169 | 1,254 |
| 3.  | Belgio      | 3  | 3 | 1 | 2 | 3  | 6  | 0,500 | 181 | 186 | 0,973 |
| 4.  | Kenya       | 0  | 3 | 0 | 3 | 0  | 9  | 0,000 | 114 | 225 | 0,506 |

## Squadre qualificate
| Squadra     | Qualificazione  |
| ----------- | --------------- |
| Brasile     | 1ª nel girone D |
| Cina        | 1ª nel girone B |
| Italia      | 1ª nel girone F |
| Russia      | 1ª nel girone E |
| Serbia      | 1ª nel girone A |
| Stati Uniti | 1ª nel girone C |